# Мейндерт Хобема
Мейндерт Хобема (на нидерландски: Meindert Lubbertszoon Hobbema) е най-известният нидерландски художник пейзажист през 17 век, наред с Якоб ван Рьойсдал. Той е приятел и ученик на Рьойсдал.

## Живот
Бележка в книгата на Старата църква от 2 ноември 1668 г. за бракосъчетанието му свидетелствува за това, че тогава Хобема е на трийсет години и е родом от Амстердам, следователно е роден 1638 г., на 31 октомври. Свидетел на бракосъчетанието му е Якоб ван Рьойсдал.
Жената на Хобема до брака си работи като домашна прислужница при амстердамския кмет, който ѝ дава голяма за времето си рента от 250 флорина, която можела да получава и като омъжена, докато мъжът ѝ не заеме държавно място. Омъжвайки се на тридесет и четири години, тя съдейства мъжът ѝ да получи място на акцизен чиновник в ведомството по винените налози. Възможно е кметът да не е бил вече заинтересован да изплаща рентата. При всички случаи художествената дейност на Хобема се намалява или най-малкото службата му не способства за рисуването. Вероятно Хобема остава на служба почти до последните дни на живота си. В публикувания от А. Бредиус документ на амстердамския нотариус от 26 януари 1699 г. Хобема е наречен „акцизен чиновник“, живеещ на Кралската улица. Когато накрая Хобема напуска службата си, той се оказва в тежко материално положение. За това свидетелствува приведената от доктор Схелтема бележка от погребалната книга на Лайденската църковна епархия: Хобема бил принуден да погребе съпругата си 1704 г. и дъщеря си 1706 г. по разреда за бедни. До смъртта на жена си той живее на Кралската улица, но в бележката за погребението на дъщеря му вече е посочен нов адрес – на Розенграхт, където Хобема и почива. В книгата за погребения пише, че в петък, 14 декември 1709 г. е погребан по разреда за бедни Мейндерт Хобема от Розенграхт.
Хобема има съдбата на много художници в буржоазна Холандия. Имайки семейство, но без втора, високоплатена специалност, както например Якоб ван Рьойсдал, той е принуден да работи като дребен чиновник. И това не е изненадващо, защото цените на картините не стигали повече от 20 флорина. Сто години по-късно стойността на картините на Хобема дори надвишава тази на Рьойсдал и някои от тях достигат до 130 хиляди флорина.

## Рьойсдал и Хобема
Мейндерт Хобема оставя повече от сто и петдесет произведения, но голяма част не са датирани. В ранните си картини Хобема напълно следва стила на своя учител Якоб Рьойсдал, като почти буквално повтаря мотиви от негови картини, офорти и рисунки. Но Хобема подбирал именно тези мотиви, които съответствали на неговото светоусещане – водна мелница, пътека в гората, потънали в зеленина селски къщи и други идилични мотиви. Ако при Рьойсдал Природата винаги изглежда величествена, често девствена и дива, то при Хобема тя е близко до хората и очовечена от тях.
Можем да сравним например гравюрата на Якоб ван Рьойсдал „Пътници в гората“, 1648 – 49 г. с картината на Хобема „Старият дъб“, 1662 г., Мелбърн. Рьойсдал се стреми към монументализация на горската природа, предава с патос нейното диво величие, докато при Хобема настроението е по-интимно и природата отдавна служи на човека – през дърветата се вижда залятата с вода земя, около езерото се вие пътечка. В гравюрата на Рьойсдал истинският герой е обграденото от дремещия лес блато и всеки стафаж тук би бил не на място. В картината на Хобема стафажът, напротив, придава определено смислово съдържание и усилва впечатлението за тишина и умиротвореност.
В подобен дух са и останалите нарисувани от Хобема картини. Художникът почти не е привлечен от епически мотиви. В пейзажите му е очевиден стремежът да намери винаги някое интимно, скрито ъгълче и да покаже ежедневния живот. Дори когато Хобема рисува развалините на замък, то в това няма нищо тайнствено, докато при Рьойсдал се прокрадва мисълта за преходността на земното. Такава е например картината на Рьойсдал „Руините на замъка Бредероде“, 1671 г., Лондон, Националната галерия. В тази картина са залегнали наблюденията на Роьйсдал на тези руини, намиращи се близо до Харлем. Ако сравним картината на Рьойсдал с картината на Хобема, ще видим, че вторият щателно пренася в своята творба всички особености на природата, като често дори не се опитва да ги преработи или да вложи символичен подтекст.

## Ранните творби на Хобема
Такъв шедьовър като „Път в гората“, Ню Йорк, Метрополитен, или по-ранните платна – „Пейзаж с хижа“, Будапеща, Музей на изобразителните изкуства, създадени около 1660 г. под силното влияние на учителя Рьойсдал се отличават с непосредственост на възприятията, пленерен подход при решаване задачите на светлината, пластична осезателност и материалност. В картините присъстват предмети от ежедневния живот, внасящи уют. Въпреки че Хобема рисува листата на дърветата детайлно, то липсва тази своеобразност и характерност на всяко дърво, каквито срещаме при дърветата на Рьойсдал. Почвата и тревата върху нея са по-еднообразни, докато при Рьойсдал е нарисувана всяка тревичка и всяко цветче. Живописният почерк на Хобема се проявява в изобразяването на облаците и водата със свободни, почти пастьозни мазки.

## Мотивът на водните мелници
Водеща тема в творчеството на Хобема освен горските пейзажи е и изобразяването на воденици. Ако при Рьойсдал мотивът на водениците съставлява само малка част от творчеството му, то при Хобема те присъстват в почти половината от картините му. В по-ранните произведения на Хобема се вижда все още влиянието на Рьойсдал. Можем да сравним „Воденицата“, Дрезден, Картинната галерия, и Вилнюс, Художествен музей на Литва, нарисувана вероятно около 1661 – 62 г. на Хобема с „Мелница в гората“ на Якоб ван Рьойсдал, 1661 г., Амстердам, Рийксмюзеум. Хобема увеличава разстоянието между дърветата, като открива изглед към далечината и така раздробява този единен пейзажен образ. Тази, по думите на Розенберг, „децентрализация“ на пейзажния образ, в противовес на концепцията на Рьойсдал, става още по-ярка в късните картини на Хобема. Такъв пример е „Пейзаж с воденица“, Лондон, Националната галерия. Тези две картини на Хобема поразяват с като че ли естествената си фрагментарност, със случайния избор на природните мотиви, които под четката на художника засияват в ярко цветово съзвучие.

## Алея в Мидълхарнис
Гореказаното се отнася и до най-известната картина на Мейндерт Хобема – „Алея в Мидълхарнис“, 1689 г., Лондон, Националната галерия. Картината представя горски път, минаващ през селище и губещ се в далечината. Пътят дели картината на две симетрични части. Разделянето на пространството доста често се среща в късните произведения на Хобема. Имаме синтез на горския и равнинния пейзаж. Докато в картината на Рьойсдал от Музея Метрополитен извиващият се път обединява двете странични части – хълм и поле, то при Хобема той като че ли разрязва пейзажа. Заградената с два реда дървета алея се оказва самостоятелна част от картината. Правата като стрела алея увлича погледа на зрителя в дълбочина. В обратна посока се движат бавно човек и куче. Този контраст създава сложен оттенък от лека тъга, елегичност. Главното в картината е емоционалното преживяване на пространствата – земя и небе.
Дълго време съществуват дебати относно датата на създаване на картината – дали предпоследната цифра е 6 или 8. По пътя на сравнения с някои дати от местните архиви, К. Г. Хофт стига до извода, че предпоследната цифра трябва да се чете 8, т.е. картината е нарисувана през 1689 г. И действително, ако, както според архивите алеята е посадена през 1664 г., то е изключено годината на нарисуване да е 1669, защото дърветата не биха могли да пораснат толкова високи за пет години. Важно е уточняването на годината, защото това показва, че Хобема продължава да твори шедьоври дори двадесет години след постъпването си на служба през 1669 г.
Изкуството на Хобема ознаменува прехода към качествено нов етап в развитието на художественото възприятие на света, когато от пейзажа вече не се очаква възвишено и обобщено предаване на природата, както е при Рьойсдал и Рембранд, а предаване на нейната изменчивост и близост до човека.
Мейдерт Хобема почива на 7 декември 1709 г. в Амстердам.